# Eje terrestre

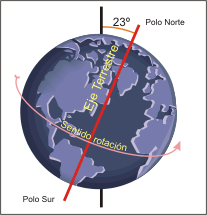
Eje terrestre dibujado en rojo.

Movimientos del eje terrestre: rotación, precesión y nutación.

El eje terrestre o eje de la tierra es la línea imaginaria alrededor de la cual gira la Tierra en su movimiento de rotación. También se lo denomina línea de los polos. Los extremos de este eje se llaman Polo Norte geográfico (PN) y Polo Sur geográfico (PS). Está inclinado 23º27' hacia la izquierda sobre la normal al plano de la eclíptica.
El eje terrestre define también los polos celestes, pues son los dos puntos imaginarios en los que dicho eje corta la esfera celeste, esfera imaginaria de las estrellas.
La orientación del eje no permanece fija sino que varía cíclicamente con un período de unos 25 770 años; este movimiento se denomina de precesión de los equinoccios. En el año 14000 el eje terrestre apuntará a Vega y en el 22800, a Thuban. Además de este amplio movimiento el eje terrestre sufre otro movimiento de bamboleo, de período más corto (18,6 años) llamado nutación. En una vuelta completa de precesión (25 770 años) la Tierra realiza más de 1300 bucles de nutación. El movimiento de nutación de la Tierra fue descubierto en 1728 por el astrónomo inglés James Bradley, y dado a conocer en el año 1748.